# أليكساندر فاسيليفيتش
أليكساندر فاسيليفيتش (بالصربية: Александар Васиљевић)‏ مواليد 19 يونيو 1982 في جمهورية يوغوسلافيا الاشتراكية الاتحادية، هو لاعب كرة قدم بوسني. يلعب كمدافع.

## المسيرة الاحترافية

### أندية لعب لها
- نادي إيرتيش بافلودار
- نادي ياغودينا
- هايدوك كولا

## روابط خارجية
- أليكساندر فاسيليفيتش على موقع اتحاد أوكرانيا (الإنجليزية)
- أليكساندر فاسيليفيتش على موقع قاعدة بيانات كرة القدم.إي يو (الإنجليزية)
- أليكساندر فاسيليفيتش على موقع Soccerway.com (الإنجليزية)